# مسألة لوثيان الغربية
مسألة لوثيان الغربية تشير إلى الوضع الذي يسمح للنواب الاسكتلنديين بالتصويت على قضايا في إنكلترة، في حين أن النواب الإنكليز لا يمكنهم التصويت على القضايا نفسها في اسكتلندا.